# Anthonij Guépin
Anthonij Johannes Guépin (* 2. Mai 1897 in Den Helder; † 16. August 1964 in Sint-Truiden, Belgien) war ein niederländischer Segler.

## Erfolge
Anthonij Guépin nahm an den Olympischen Spielen 1924 in Paris in der 6-Meter-Klasse neben Jan Vreede als Crewmitglied der Willem-Six teil. Mit Skipper Joop Carp gelang ihnen die Qualifikation für die finalen Wettfahrten, in denen sie gegen die norwegische Elisabeth V von Skipper Anders Lundgren und die dänische Bonzo von Skipper Vilhelm Vett um die Medaillen segelten. Zwar belegten die Willem-Six und die Bonzo in zwei Wettfahrten jeweils einen zweiten und einen dritten Platz, aufgrund der besseren Resultate in der Vorrunde wurden die Dänen jedoch auf dem zweiten Platz klassifiziert, womit die Niederländer die Bronzemedaille erhielten.